# Офталмология
Офталмологията е специалност в медицината, която се занимава със симптоматиката, проблемите на зрителния апарат,  болестите, включително на  зрителния анализатор като част от зрителния апарат, с тяхното диагностициране и  лечението им. Зрителният апарат е свързан с рецепторната функция на мозъка, с когницията и дори мисленето, като зрителният анализатор има когнитивна функция при развитието на хората (офталмология като част от хуманната медицина), гръбначните животни (ветеринарна медицина) и е наличен при други  организми, като напр. насекоми и т.н. При човека, според изследвания, към 80% от сетивната информация, предимно текстовата и на изображенията или от видеата, се усвоява и осигурява само от зрението.
Физиологично и във функционално отношение зрителният анализатор се състои от периферен отдел (орган око), проводников (зрителни пътища) и централен отдел (корово представителство в главния мозък). Думата офталмология има гръцки произход: от „ὀφθαλμός“ – „око“ и „λόγος“ – „слово, знание“, означавайки „наука за очите“.
Във ветеринарната медицина,  офталмологията като дисциплината има приложение и към зрителния апарат и очите на гръбначните животни, като според някои любители на животните тук разликите в сравнение със зрителния апарат при човека са “действително учудващо малко“. Тези разлики стават ясни най-вече при съпоставянето на анатомията и физиологията на очите при човека и животните.
Медицинските специалисти, работещи в сферата на опазване на очното здраве при хората се наричат 'офталмолози, а ветеринарите с интерес към офталмологията могат да прилагат своите знания при лечените на очни заболявания при животните. 
Лекарите офталмолози имат за задача да изучават, разпознават, лекуват симптомите и прилагат профилактика на заболяванията на зрителния апарат и зрителния анализатор. Морфофункционалните изменения в зрителния апарат са от интерес за офталмологичната физиология. 
Според лечителите ползващи ирисова диагностика, знанията за очния окуляр и зениците, могат да допринесат за диагностициране на заболявания в други области на медицината като вътрешни болести и дори ендокринология, това обаче не е научно доказано и не се практикува в хипократовата медицина. Също така според някои лечители и офталмолози със склонност към алтернативната медицина специалността е по този начин свързана и с други тесни медицински специалисти.

## Методи на изследване в офталмологията
Методите на работа на очния лекар имат за цел да разпознаят заболяването с най-висока точност за да се постигне ясна диагностика. Това е най-важната предпоставка за ефективна терапия и лечение в офталмологията.
Здравето или други "състояния" на зрителния апарат и на зритрлния анализатор се установява с различни офталмологични диагностични изследвания (които могат да бъдат разглеждани като обективни или субективни):
- на зрителната острота и реакциите на зениците,
- на зрително поле – периметрия или кампиметрия,
- на чистотата и яснотата на цветното зрение – посредством цветни таблици,
- на диагностика на преден и заден очен сегмент (биомикроскопия)
- на очното дъно чрез оглеждането му с офталмоскоп (офталмоскопия),
- измерване на вътреочното налягане (офталмотонометрия).

Още:
- изследване на съдовата циркулация на окото (флуоресцеинова ангиография), и др.

Офталмологията е медицинска дисциплина силно зависеща от медицинската апаратура, като това спомага, но само по себе си не винаги е достатъчно за добрите резултати. Очният лекар трябва добре да се ориентира в оплакванията, които водят пациента при него. Добрата диагностика или анамнеза води до точни резултати.

### Очни заболявания
Разглеждат се на сегментен анатомичен принцип, т.е. заболяваяния на очни придатъци, органа око, зрителни пътища и т.н. Носенето на очила не е болест, а само подпомагане на зрението чрез необходимите лещи за очила или по-усъвршенствана необходима оптика. Задачата на очния лекар е не толкова да лекува оптичните аномалии при зрителния анализатор, а да ги коригира с очила, контактни лещи или когато е необходимо с есхимерен лазер.

## Заболявания на очните придатъци
- Клепачните възпаления са възпалителни (алергични и инфекциозни), дегенеративни, туморни и травматични. Обикновено се откриват навреме, защото клепачите са изложени на добро наблюдение и симптоматиката е богата и бързо води до вземане на лечебни мерки.

- Заболяванията на слъзния апарат са най-често от възпалително естество. В съвременния свят често се среща състоянието Сухо око, пряко свързано с интензивната употреба на персонални компютри. Изразява се в усещане за дразнене, парене, сухота и се дължи на по-лошо овлажняване и изсъхване на лигавицата на окото (конюнктива) и очната роговица.

- Болестите на конюнктивата са най-честите очни заболявания (до 40% от общата очна патология в кабинетите се пада на конюнктивитите). Те варират много по тежест на проява и отговор на лечението, но обикновено са лечими и са с добра прогноза за зрението. Внимание изискват алергичните и епидемичните конюнктивити, както и някои туморни заболявания.

- Очницата (очната орбита) се отнася към очните придатъци. Заболяванията на орбитата са разнообразни и изискват особено внимание, тъй като могат да се дължат на екстензия (разпространение) на друго заболяване. Те често изискват спешна системна терапия или продължително проследяване.

## Заболявания на органа око
- Очната роговица е нежна тъкан с много особености. Болестите, които я засягат са от възпалително, дегенеративно и травматично естество и всички сериозно увреждат зрението. Това се дължи на факта, че роговицат е първият елемент на оптичната система на здравото око. При необратима увреда на роговицата тя може да бъде подменена със здрава тъкан от трупен донор – трансплантация. Това се извършва с операция, наречена Кератопластика. Тази операция е една от най-успешните трансплантационни операции в медицината, тъй като роговицата не се кръвоснабдява директно и така организмът по-трудно може да отхвърли трансплантата.
- Склерата заедно с роговицата оформят външната обвивка на очната ябълка (corneosclera). Заболяванията на склерата най-често са възпалителни (склерити) и нерядко са белег на общо заболяване (ставни възпаления, колагеноза и др.)
- Увеята (ирис, цилиарното тяло и хориоидея) е втората обвивка на човешкото око. Тя е натоварена с кръвоснабдяването на очните тъкани и производството на вътреочните течности. Най-често болестите на увеята са възпалителни – увеити с локален или общ произход. Увеитите могат да се проявят само със субективно усещане за плуващи мътнини пред иначе спокойни очи.

- Очната леща има белтъчен състав, който с годините се променя и лещата губи своята прозрачност. Процесът се нарича образуване на катаракта и се лекува оперативно с подмяна на естествената с изкуствена вътреочна леща. Операцията се извършва навсякъде по света с най-модерни технологии – ултразвуково разбиване на лещата, но не и с лазер.
- Заболяванията на стъкловидното тяло са честа патология, водеща пациента при лекаря, тъй като симптомите им са лесни за забелязване – плуващи в зрителното поле мътнини и мъглявини.
- Ретината е най-важната, „виждащата“ тъкан на окото. Увредите и от травми, съдови заболявания (артериална хипертония, захарен диабет), възпаления, възрастови дегенерации могат чувствително и необратимо да намалят зрението и да инвалидизират човека. От съществено социално значение е и ретинопатията на недоносените деца поради пожизнено инвалидизиращия характер на това заболяване. Тези заболявания се лекуват трудно, но не и без успех с лекарства и лазерно лечение.

## Заболявания зрителния нерв
- Най-честото заболяване на зрителния нерв е глаукомата. Основен патологичен механизъм за развитието на тази невропатия е високото вътреочно налягане и лечението е насочено точно към овладяване на този показател. Глаукомата е хронично заболяване с много висока честота и е сред основните причини за слепота.
- Възпаленията на зрителния нерв могат да бъдат изолирани (засягащи само нерва) или в контекста на друго неврологично заболяване. При поставяне на диагноза неврит е правилно да се потърси друго заболяване от общ характер, като например множествена склероза.